# Solo Dio mi fermerà
Solo Dio mi fermerà è un film del 1957 diretto da Renato Polselli, con protagonista l'attore franco-argentino Gérard Landry. Girato completamente a Maddaloni, il film narra la storia di don Salvatore d'Angelo, sacerdote maddalonese fondatore del Villaggio dei ragazzi.

## Trama
In una sera di pioggia don Salvatore d'Angelo incontra Nottola, un ragazzino che, avendo perduto i genitori, vive solo. Egli s'interessa al piccolo ed in breve è indotto a dedicare le sue cure ad un gruppo di ragazzi sbandati. Malgrado l'avversione di alcuni anticlericali e di alcune donne del paese, il sacerdote pensa ad una nuova opera per la quale riceve i primi aiuti dal padre, dapprima contrario all'iniziativa. Il maresciallo dei carabinieri gli è amico e lo difende quando può; altri aiuti gli consentono di adattare al fini della sorgente istituzione una vecchia caserma abbandonata e il numero dei ragazzi cui provvede, aumenta sempre più. In qualche attimo fugace è preso dallo scoraggiamento e vorrebbe rinunciare all'iniziativa; ma subito l'amore per i giovani abbandonati ha il sopravvento. La popolazione apprezza ed ammira il Villaggio dei ragazzi, e quando un incendio doloso lo devasta, concorre alla sua ricostruzione.
Un giorno però si fa viva l'autorità militare, che vorrebbe riavere la caserma; ma l'accorrere della popolazione, richiamata dal vivace Nottola, dimostra la necessità dell'opera ormai sviluppata e fa cambiare idea ai responsabili.